# Clifford Truesdell
Clifford Ambrose Truesdell (Los Angeles, 18 febbraio 1919 – Baltimora, 14 gennaio 2000) è stato un matematico, filosofo e storico della scienza statunitense.
Dal 1961 fino al suo ritiro accademico nel 1989 egli fu professore di meccanica razionale alla Johns Hopkins University di Baltimora. Assieme a Walter Noll, è il fondatore della moderna meccanica razionale il cui scopo è di costruire un completo modello matematico per rappresentare i fenomeni della meccanica (del continuo). Truesdell fu il fondatore ed editor-in-chief delle riviste Archive for Rational Mechanics and Analysis and Archive for the History of Exact Sciences.

## Biografia
C.A. Truesdell si diplomò nel 1936 presso il Polytechnic High School di Los Angeles. Prima di frequentare l'università passò due anni in Europa, dove apprese il tedesco, il francese e l'italiano, e perfezionando la sua conoscenza del latino e del greco antico: tali conoscenza divennero preziosi per il suo futuro lavoro di ricerca storica. In tale periodo ebbe inizio il suo amore per la cultura barocca che ne avrebbe successivamente condizionato lo stile di vita anche negli aspetti quotidiani nel ‘Palazzetto’ che fu la sua dimora a Baltimora (le cene a lume di candela con posate d'epoca; i candelabri e le penne d'oca nello studio; i clavicembali e i concerti privati di musica barocca). Tentò anche di dedicarsi alla poesia, ma con canoni estetici e ritmica fuori tempo. Rivolse quindi i suoi interessi verso la scienza dove, quelli che furono i suoi limiti in poesia, divennero invece doni preziosi.
Frequentò il California Institute of Technology, dove ottenne nel 1941 i diplomi di B.Sc. in matematica e fisica e poi, nel 1942, il diploma di M.Sc. in matematica. Conseguì inoltre nel 1942 un Certificate in Mathematics alla Brown University e nel 1943 il titolo di Ph.D. in matematica alla Princeton University; contemporaneamente già lavorava prima come assistente e poi come instructor. Dal 1944 al 1946 lavorò presso il Radiation Laboratory dell'M.I.T., impiego abbandonato per diventare responsabile, dal 1948 al 1951, della Theoretical Mechanics Subdivision dell'U.S. Naval Ordnance Laboratory del Maryland e poi, dal 1950 al 1961, della Theoretical Mechanics Section dell'U.S. Naval Research Laboratory di Washington.
Egli fu professore di matematica alla Indiana University a Bloomington dal 1950 al 1961. Dal 1961 completò la sua carriera accademica presso la Johns Hopkins University dove fu professore ‘of Rational Mechanics’ fino al 1989 e successivamente professore emerito. Fu lui stesso a titolare la sua cattedra ‘of Rational Mechanics’ in onore all'approccio rigoroso alla meccanica della tradizione italiana che già faceva uso di tale locuzione.
I libri e gli articoli da lui raccolti sono stati donati alla Scuola Normale Superiore di Pisa.

## Contributi scientifici
Truesdell è considerato uno dei rifondatori della meccanica. Approfondendo i suoi studi, infatti, egli si rese conto che era necessario ritornare a scoprire i lavori dei grandi della meccanica, come Eulero, i Bernoulli, Joseph-Louis Lagrange e Cauchy. Risalì ai vecchi trattati per reinterpretarli e metterne in evidenza il loro valore durevole. In tale lavoro fece uso di un inglese un po' all'antica ed utilizzò egli stesso il latino, che ammise come lingua accettata per le memorie pubblicate nella rivista da lui fondata e diretta, l'Archive for Rational Mechanics and Analysis.
Il maggiore risultato di tale lavoro di storico della scienza furono le estese introduzioni ai volumi di raccolta dell'opera di Eulero, di cui era considerato il maggiore esperto.
Pure importante fu il lavoro di scoperta di autori minori, in una ricostruzione storica dei loro contributi. A tal fine ben fondata si dimostrò la sua critica verso l'eccessiva mitizzazione di Leonardo, in particolare contro la acritica attribuzione a Leonardo di osservazioni della natura e di meccanismi già noti almeno ad una ristretta cerchia di artigiani.
In collaborazione con Richard Toupin ha raccolto e commentato tutti i contributi alla ‘Teoria classica dei campi’ degli ultimi trecento anni in un volume dello Handbuch der Physik, pubblicato nel 1960, che è diventato uno strumento essenziale per tutti i ricercatori in meccanica dei continui. A completamento di tale volume, un secondo volume dello Handbuch, in collaborazione con Walter Noll,  sulle ‘Teorie non lineari dei campi in meccanica” apparve nel 1965, comprendendo i grandi risultati delle ricerche degli anni 50. Tale volume si rivelò un trampolino per lo sviluppo della meccanica dei continui negli ultimi tre decenni del XX secolo.
Truesdell dette inoltre importanti contributi scientifici nelle aree della meccanica del continuo, della termodinamica, della teoria dell'elasticità (comprese le teorie di membrane, piastre e gusci), della meccanica dei fluidi, della teoria cinetica dei gas, della meccanica statistica, della propagazione delle onde, degli studi delle funzioni speciali, della teoria delle miscele e della meccanica applicata.

## Alcuni lavori
- An Idiot's Fugitive Essays on Science, Springer-Verlag, 1984. ISBN 0-387-90703-3
- A First Course in Rational Continuum Mechanics, Academic Press, New York, 1977. ISBN 0-12-701301-6
- The Kinematics of Vorticity, Indiana University Press, 1959.
- Rational Thermodynamics, Springer-Verlag, 1984. ISBN 0-387-90874-9
- The Elements of Continuum Mechanics, Springer-Verlag, 1985 (prima edizione 1967). ISBN 0-387-03683-0.
- The Tragicomical History of Thermodynamics, 1822-1854, Springer-Verlag, 1980. ISBN 0-387-90403-4.
- Great Scientists of Old As Heretics in "the Scientific Method". ISBN 0-8139-1134-6.
- "Classical Field Theories of Mechanics" (con Richard Toupin), volume III/1 of Handbuch der Physik edited by Siegfried Flügge, Springer, Berlino, 1960
- "Non-linear Field Theories of Mechanics" (con Walter Noll), volume III/3 of Handbuch der Physik edited by Siegfried Flügge, 1992 (prima edizione 1965), Springer-Verlag. ISBN 3-540-55098-4

## Onorificenze e riconoscimenti
Gli furono conferiti dottorati onorari dal Politecnico di Milano e dalle università di Tulane, Uppsala, Basilea e Ferrara e diversi premi, tra cui:
- Medaglia di Eulero 1958 e 1983 dell'Accademia delle Scienze dell'Unione Sovietica.
- Bingham Medal 1963 della Society of Rheology
- Medaglia d'Oro 1967 e premio internazionale “Modesto Panetti” della Accademia di Scienze di Torino
- Premio Birkhoff e Premio Ball 1978 dell'American Mathematical Society e della Society for Industrial and Applied Mathematics
- Ordine del Cherubino 1978 dell'Università di Pisa
- Premio Humboldt 1985 e Theodore von Kármán Medal 1996 dalla American Society of Civil Engineers

Fu eletto membro estero di diverse società ed accademie tra cui: 
- Accademia Nazionale di Scienze, Lettere ed Arti di Modena (1960),
- Académie d'Histoire des Sciences di Parigi (1961),
- Istituto Lombardo di Scienze e Lettere (1968),
- Istituto Veneto di Scienze, Lettere ed Arti (1969),
- Accademia delle Scienze dell'Istituto di Bologna (1971),
- Accademia Nazionale dei Lincei di Roma (1972),
- Acadéemie de Philosophie des Sciences di Bruxelles (1974),
- Accademia delle Scienze di Torino (1978),
- Academia Brasileira de Cièncias (1981),
- Polish Society for Theoretical and Applied Mechanics (1985),
- Regia Societas Scientiarum Upsaliensis (1987).

Negli Stati Uniti fu eletto Fellow della American Academy of Arts and Sciences nel 1991, ma non fu mai eletto alla National Academy of Science.